# Yeot
El yeot es una variedad de hangwa (dulce tradicional coreano). Puede hacerse en forma líquida o sólida, como jarabe, caramelo masticable o caramelo. El yeot se elabora con arroz cocido al vapor, arroz glutinoso, sorgo, maíz, batata o cereales variados. Los ingredientes hervidos se fermentan levemente y se cuecen en una olla grande llamada sot (솥) durante mucho tiempo.
El yeot cocido durante menos tiempo se llama jocheong (조청), o yeot líquido. Parecido a un jarabe pegajoso, el jocheong suele usarse como condimento para cocinar y como cobertura para otros hahngwa, o como salsa dip para el garae tteok (tteok blanco cilíndrico).
Si se cuece durante más tiempo, el yeot se solidifica cuando se enfría y se llama gaeng yeot (갱엿). El gaeng yeot es originalmente parduzco pero si se prensa (como al preparar caramelo masticable), el color se aclara. Pueden añadirse judías fritas, frutos secos, sésamo, pipas de girasol, nueces o calabaza al yeot o cubrirlo cuando se enfría. Las variantes del yeot se llaman en función del ingrediente secundario, como sigue.

## Tipos deyeot
- Hobangnyeot (호박엿), hecho con calabaza; es una especialidad local de Ulleungdo y se llama Ulleungdo hobak yeot.
- Ssallyeot (쌀엿), con arroz.
- Hwanggollyeot (황골엿), con una mezcla de arroz, maíz y malta.
- Kkaeyeot (깨엿), cubierto con kkae (깨, sésamo).